# Ruder-Weltmeisterschaften 1998
Die Ruder-Weltmeisterschaften 1998 wurden vom 6. bis 13. September 1998 auf dem Fühlinger See in Köln, Deutschland unter dem Regelwerk des Weltruderverbandes (FISA) ausgetragen. In 24 Bootsklassen wurden dabei Ruder-Weltmeister ermittelt. Der ausrichtende Verein bei der dritten Austragung der Weltmeisterschaften in Deutschland nach 1981 und 1983 war der Kölner Regatta-Verband.

## Ergebnisse
Hier sind die Medaillengewinner aus den A-Finals aufgelistet. Diese waren mit sechs Booten besetzt, die sich über Vor- und Hoffnungsläufe sowie Halbfinals für das Finale qualifizieren mussten. Die Streckenlänge betrug in allen Läufen 2000 Meter.

### Männer
| Bootsklasse                                  | Gold | Gold    | Silber | Silber  | Bronze | Bronze  |
| -------------------------------------------- | --- | ------- | --- | ------- | --- | ------- |
| Einer (M1x)                                  | Neuseeland Rob Waddell | 6:39,65 | Schweiz Xeno Müller | 6:41,55 | Tschechien Václav Chalupa | 6:43,89 |
| Leichtgewichts-Einer (LM1x)                  | Italien Stefano Basalini | 6:48,90 | Tschechien Michal Vabroušek | 6:50,98 | Dänemark Karsten Nielsen | 6:51,52 |
| Doppelzweier (M2x)                           | Deutschland Andreas Hajek Stephan Volkert | 6:13,20 | Norwegen Steffen Størseth Kjetil Undset | 6:14,49 | Polen Marek Kolbowicz Adam Korol | 6:15,50 |
| Leichtgewichts-Doppelzweier (LM2x)           | Polen Tomasz Kucharski Robert Sycz | 6:19,11 | Italien Michelangelo Crispi Leonardo Pettinari | 6:21,02 | Schweiz Markus Gier Michael Gier | 6:22,35 |
| Doppelvierer (M4x)                           | Italien Agostino Abbagnale Alessandro Corona Rossano Galtarossa Alessio Sartori                                                                                   | 5:51,19 | Deutschland Marco Geisler Marcel Hacker Sebastian Mayer Stefan Roehnert                                                                                     | 5:56,13 | Österreich Raphael Hartl Norbert Lambing Andreas Nader Horst Nussbaumer                                                                                          | 5:57,91 |
| Leichtgewichts-Doppelvierer (LM4x)           | Italien Lorenzo Bertini Elia Luini Paolo Pittino Franco Sancassani                                                                                                | 5:57,68 | Deutschland Markus Baumann Alexander Lutz Franz Mayer Christian von Gyldenfeldt                                                                             | 5:58,59 | Vereinigte Staaten Conal Groom Sean Groom Ransom Weaver Coop Wessels                                                                                             | 6:02,74 |
| Zweier ohne Steuermann (M2-)                 | Deutschland Detlef Kirchhoff Robert Sens | 6:22,32 | Australien Drew Ginn Mike McKay | 6:24,23 | BR Jugoslawien Nikola Stojić Đorđe Višacki | 6:25,52 |
| Leichtgewichts-Zweier ohne Steuermann (LM2-) | Frankreich Jean-Christophe Bette Vincent Montabonel | 6:40,53 | Italien Catello Amarante Carlo Gaddi | 6:41,75 | Chile Miguel Cerda Silva Christian Yantani Garces | 6:44,00 |
| Zweier mit Steuermann (M2+)                  | Australien Nick Green James Tomkins Brett Hayman (Stm.) | 6:45,01 | Italien Gioacchino Cascone Rosario Gioia Gianluca Barattolo (Stm.)                                                                                          | 6:47,71 | Vereinigte Staaten Nicholas Anderson Kurt Borcherding Philip Henry (Stm.)                                                                                        | 6:50,06 |
| Vierer ohne Steuermann (M4-)                 | Vereinigtes Königreich James Cracknell Timothy Foster Matthew Pinsent Steven Redgrave                                                                             | 5:48,06 | Frankreich Gilles Bosquet Daniel Fauché François Meurillon Anthony Perrot                                                                                   | 5:49,44 | Italien Lorenzo Carboncini Riccardo Dei Rossi Valter Molea Carlo Mornati                                                                                         | 5:49,46 |
| Leichtgewichts-Vierer ohne Steuermann (LM4-) | Dänemark Eskild Ebbesen Thomas Ebert Victor Feddersen Thomas Poulsen                                                                                              | 6:01,53 | Frankreich Xavier Dorfman Yves Hocdé Frederic Pinon Laurent Porchier                                                                                        | 6:02,37 | Australien Darren Balmforth Simon Burgess Anthony Edwards Robert Richards                                                                                        | 6:04,43 |
| Vierer mit Steuermann (M4+)                  | Australien Drew Ginn Nick Green Mike McKay James Tomkins Brett Hayman (Stm.)                                                                                      | 6:09,43 | Kroatien Denis Boban Igor Boraska Tihomir Franković Siniša Skelin Ratko Cvitanić (Stm.)                                                                     | 6:12,97 | Italien Marco Bizzozero Dario Lari Giuseppe Musumeci Pasquale Panzarino Daniele Sorice (Stm.)                                                                    | 6:13,59 |
| Achter (M8+)                                 | Vereinigte Staaten Christian Ahrens Peter Collins Robert Kaehler Jeffrey Klepacki Garrett Miller Bryan Volpenhein Tom Welsh Michael Wherley Pete Cipollone (Stm.) | 5:38,78 | Deutschland Jörg Dießner Stefan Forster Stefan Heinze Kai Horl Thomas Jung Ike Landvoigt Enrico Schnabel Marc Weber Peter Thiede (Stm.)                     | 5:39,48 | Rumänien Dorin Alupei Andrei Bănică Cornel Nemțoc Gheorghe Pîrvan Nicolae Țaga Viorel Talapan Valentin Robu Florian Tudor Dumitru Răducanu (Stm.)                | 5:40,27 |
| Leichtgewichts-Achter (LM8+)                 | Deutschland Matthias Edeler Oliver Ibielski Andreas Laib Stefan Locher Daniel Rosenberger Bernhard Stomporowski Manuel Strauch Vladimir Vukelic Olaf Kaska (Stm.) | 5:36,28 | Vereinigte Staaten Michael Altman William Carlucci John Cashman Eric Gillett Sean Kammann William Plifka Martin Schwartz Andrea Trento Sean Mulligan (Stm.) | 5:36,56 | Italien Antonello Aliberti Carlo Artico Filippo Dodero Daniele Gilardoni Andrea Lupini Giuseppe Manzo Salvatore Messina Massimo Guglielmi Antonio Cirillo (Stm.) | 5:37,06 |

### Frauen
| Bootsklasse                                  | Gold | Gold    | Silber | Silber  | Bronze | Bronze  |
| -------------------------------------------- | --- | ------- | --- | ------- | --- | ------- |
| Einer (W1x)                                  | Russland Irina Fedotowa | 7:25,09 | Deutschland Katrin Rutschow | 7:26,67 | Schweden Maria Brandin | 7:30,99 |
| Leichtgewichts-Einer (LW1x)                  | Schweiz Pia Vogel | 7:41,01 | Frankreich Bénédicte Dorfman-Luzuy | 7:42,01 | Argentinien María Garisoain | 7:44,40 |
| Doppelzweier (W2x)                           | Vereinigtes Königreich Miriam Batten Gillian Lindsay | 6:48,85 | Niederlande Pieta van Dishoeck Eeke van Nes | 6:49,75 | Rumänien Doina Ignat Ioana Olteanu | 6:50,49 |
| Leichtgewichts-Doppelzweier (LW2x)           | Vereinigte Staaten Christine Collins Sarah Garner | 7:03,73 | Deutschland Claudia Blasberg Karin Stephan | 7:06,53 | Rumänien Angela Alupei Camelia Macoviciuc | 7:09,45 |
| Doppelvierer (W4x)                           | Deutschland Kathrin Boron Manuela Lutze Jana Thieme Christiane Will                                                                                                   | 6:24,38 | Russland Oxana Dorodnowa Julija Lewina Larissa Merk Inna Moissejewa                                                                               | 6:26,66 | Australien Marina Hatzakis Sally Newmarch Jane Robinson Bronwyn Roye                                                                                            | 6:32,11 |
| Leichtgewichts-Doppelvierer (LW4x)           | Deutschland Nicole Faust Anna Kleinz Christine Morawitz Valerie Viehoff                                                                                               | 6:40,99 | Vereinigte Staaten Cassandra Cunningham Sara Den Besten Cesar Peirano Lisa Schlenker                                                              | 6:42,97 | Griechenland Chrysi Biskitzi Angeliki Gkremou Evangelia Kokkinou Irini Zora                                                                                     | 6:43,27 |
| Zweier ohne Steuerfrau (W2-)                 | Kanada Alison Korn Emma Robinson | 7:05,19 | Vereinigtes Königreich Catherine Bishop Dot Blackie                                                                                               | 7:08,12 | Vereinigte Staaten Amy Marie Martin Linda Miller | 7:08,76 |
| Leichtgewichts-Zweier ohne Steuerfrau (LW2-) | Vereinigtes Königreich Juliet Machan Jo Nitsch | 7:29,42 | Argentinien Patricia Conte Elina Urbano | 7:32,51 | Vereinigte Staaten Michelle Borkhuis Linda Muri | 7:37,50 |
| Vierer ohne Steuerfrau (W4-)                 | Ukraine Jewhenija Andrjejewa Tatjana Fessenko Nina Proskura Tetjana Sawtschenko                                                                                       | 6:30,63 | Kanada Buffy-Lynne Williams Laryssa Biesenthal Marnie McBean Kubet Weston                                                                         | 6:31,90 | Niederlande Tessa Appeldoorn Nelleke Penninx Carin ter Beek Christine Vink                                                                                      | 6:32,73 |
| Achter (W8+)                                 | Rumänien Angela Cazac Veronica Cochela Georgeta Andrunache Maria Magdalena Dumitrache Liliana Gafencu Doina Ignat Ioana Olteanu Viorica Susanu Elena Georgescu (Stf.) | 6:14,62 | Vereinigte Staaten Jennifer Dore Torrey Folk Amy Fuller Sarah Jones Katherine Maloney Lianne Nelson Sally Scovel Wendy Wilbur Rajanya Shah (Stf.) | 6:15,81 | Kanada Buffy-Lynne Williams Laryssa Biesenthal Heather Davis Alison Korn Marnie McBean Emma Robinson Dorota Urbaniak Kubet Weston Lesley Thompson-Willie (Stf.) | 6:18,25 |

## Medaillenspiegel
| Platz | Land                   | Gold | Silber | Bronze | Gesamt |
| ----- | ---------------------- | ---- | ------ | ------ | ------ |
| 1     | Deutschland            | 5    | 5      |        | 10     |
| 2     | Italien                | 3    | 3      | 3      | 9      |
| 3     | Vereinigtes Königreich | 3    | 1      |        | 4      |
| 4     | Vereinigte Staaten     | 2    | 3      | 4      | 9      |
| 5     | Australien             | 2    | 1      | 2      | 5      |
| 6     | Frankreich             | 1    | 3      |        | 4      |
| 7     | Kanada                 | 1    | 1      | 1      | 3      |
| 7     | Schweiz                | 1    | 1      | 1      | 3      |
| 9     | Russland               | 1    | 1      |        | 2      |
| 10    | Rumänien               | 1    |        | 3      | 4      |
| 11    | Dänemark               | 1    |        | 1      | 2      |
| 11    | Polen                  | 1    |        | 1      | 2      |
| 13    | Neuseeland             | 1    |        |        | 1      |
| 13    | Ukraine                | 1    |        |        | 1      |
| 15    | Argentinien            |      | 1      | 1      | 2      |
| 15    | Tschechien             |      | 1      | 1      | 2      |
| 15    | Niederlande            |      | 1      | 1      | 2      |
| 18    | Kroatien               |      | 1      |        | 1      |
| 18    | Norwegen               |      | 1      |        | 1      |
| 20    | Österreich             |      |        | 1      | 1      |
| 20    | Chile                  |      |        | 1      | 1      |
| 20    | Griechenland           |      |        | 1      | 1      |
| 20    | Schweden               |      |        | 1      | 1      |
| 20    | BR Jugoslawien         |      |        | 1      | 1      |
| Summe | Summe                  | 24   | 24     | 24     | 72     |